# نخل بوری
نخل بوری (نام علمی: Polyandrococos caudescens) نام یک گونه از سرده نخل‌های ساق‌کوتاه است.